# Laxsjö distrikt
Laxsjö distrikt är ett distrikt i Krokoms kommun och Jämtlands län. Distriktet ligger omkring Laxsjö i norra Jämtland.

## Tidigare administrativ tillhörighet
Distriktet inrättades 2016 och utgörs av Laxsjö socken i Krokoms kommun.
Området motsvarar den omfattning Laxsjö församling hade 1999/2000.

## Tätorter och småorter
I Laxsjö distrikt finns två småorter men inga tätorter. 

### Småorter
- Laxsjö
- Storåbränna